# 相島一之
相島 一之（あいじま かずゆき、1961年〈昭和36年〉11月30日 - ）は、日本の俳優、ミュージシャン、ハーモニカ（ブルースハープ）奏者。藤賀事務所を経て2021年8月よりシス・カンパニー所属。剣道2段。妻は福島三郎のマネージメントを担当している。

## 来歴
埼玉県熊谷市出身。実家は熊谷市内で喫茶店を営んでいた。熊谷市立熊谷東小学校、熊谷市立富士見中学校、埼玉県立熊谷高等学校、立教大学法学部卒業。高等学校時代は剣道部に所属。大学在学中に劇団テアトルジュンヌ（先輩には野際陽子がいる）に入団し、演劇を始める。1984年12月公演『Happy X'mas GAME IS NOT OVER』では脚本と役者を担当。
1987年に三谷幸喜が主宰する劇団、東京サンシャインボーイズに入団し、1994年の『罠』までの全作品に出演。劇団の活動休止後も三谷作品には常連出演している。
音楽にも造詣が深く、無類のブルース・ロック好きである。好きなミュージシャンは、デレク&ドミノズ、エリック・クラプトン、フリートウッド・マック、オールマン・ブラザーズ・バンドなど。ワイト島フェスティバルのビデオを見ると、泣いてしまうと語っている。デレク&ドミノズが自身の音楽の原点だという。ブルースハープの名手であり、2000年にドラマで知り合ったYASSと共に、2010年にはブルースバンド「ブルース・ジャンパーズ」を結成し、ライブ活動も行っている。バンドではヴォーカル、ブルースハープ、作詞を担当している。YASSは、2024年5月21日に膵臓がんで死去している。
2008年に直腸がんを患い、摘出手術を受けた。本人によれば、正確な病名は「ジスト」である。
2009年の東京サンシャインボーイズの復活公演は、相島の「自分は裏方でもいいから」という熱意に三谷が動かされて実現した。NHK大河ドラマ『平清盛』（2012年）などにも出演した。三谷が画数占いに凝って「最も役者として大成する芸名」として熊面鯉を考案し、相島に付けようとしたが猛反対された。
45歳前後に結婚し、第一子が2011年、第二子が2014年に誕生している。

## 出演

### テレビドラマ

#### NHK
※特記以外は総合テレビ
- 連続テレビ小説
  - 春よ、来い（1994年 - 1995年） - 井上忠 役
  - 純情きらり（2006年） - 花岡八州治 役
  - 花子とアン（2014年） - 緑川幾三 役
  - エール（2020年） - 落合吾郎 役
- ズッコケ三人組（1999年、教育） - 斉藤康一 役
- 大河ドラマ
  - 新選組!（2004年） - 新見錦 役
  - 平清盛（2012年） - 藤原兼実 役
  - 花燃ゆ（2015年） - 鈴木栄太郎 役
  - おんな城主 直虎（2017年） - 山村修理 役
  - 鎌倉殿の13人（2022年） - 運慶 役
  - べらぼう〜蔦重栄華乃夢噺〜（2025年） - 松平康福 役[7]
- 氷壁（2006年） - 室井秀彦 役
- ファイブ（2008年） - 中村実 役
- たったひとりの反乱 食品偽装告発、“さきがけ”となった男（2008年） - 水谷洋一 役
- 使命と魂のリミット（2011年） - 元宮誠一 役
- 朝ドラ殺人事件（2012年） - 塩山国将　役
- 大河ドラマ大作戦（2012年） - 塩山国将 役
- 真夜中のパン屋さん（2013年） - 男A 役
- 恐竜せんせい（2013年） - 藤田勝美 役
- POWER GAME〜パワーゲーム〜（2013年） - 西沢光司 役
- 木曽オリオン（2014年） - 征矢博 役
- 終の棲家（2014年） - 的川康弘 役
- そこをなんとか2（2014年） - 小玉和明 役
- 大岡越前3（2016年） - 茂平次 役
- 鼠、江戸を疾る2（2016年） - 朝倉雪友 役
- 伝七捕物帳（2016年） - 赤根十郎兵衛 役
- 悦ちゃん〜昭和駄目パパ恋物語〜（2017年） - 大林信吾 役
- 鳴門秘帖（2018年） - 蜂須賀重喜 役
- 大全力失踪 第2回「陸前で漁師! 町騒然の? ダンス」（2019年4月14日、BSプレミアム） - 陸前康男 役
- 歪んだ波紋（BSプレミアム） - 石井大地 役
  - 第3回「霧の中」（2019年11月17日）
  - 第4回「共犯者」（2019年11月24日）
- 定年オヤジ改造計画（2022年7月25日、BSプレミアム・BS4K） -  遠山 役
- 幸運なひと（2023年3月6日、BSプレミアム・BS4K） - 山内 役[8]

#### 日本テレビ
- 金田一少年の事件簿（1996年） - 和久田春彦 役
- 竜馬におまかせ!（1996年） - 黒駒の勝蔵 役
- バーチャルガール（2000年） - 増田
- 平成夫婦茶碗（2000年）
- 億万長者と結婚する方法（2000年） - 医師
- 青と白で水色（2001年） - 加納茂 役
- 夜逃げ屋本舗（2002年） - 堀田
- 彼女が死んじゃった。（2004年） - 糸山通 役
- 秘密諜報員 エリカ（2011年） - 伊佐山篤史 役
- お助け屋☆陣八（2013年） - 野村栄治 役
- リバース〜警視庁捜査一課チームZ〜（2013年） - 須見満 役
- 掟上今日子の備忘録（2015年） - 敷原館長 役
- 今からあなたを脅迫します（2017年） - 松尾次郎 役
- 探偵が早すぎる（2018年） - 西岡京一 役
- ニッポンノワール-刑事Yの反乱-（2019年） - 仁平課長 役
- ノンレムの窓 2022・秋「放送禁止用語」（2022年）[9]
- それってパクリじゃないですか?（2023年） - 木下康弘 役[10]

#### TBS
- 私、味方です（1995年）
- 愛していると言ってくれ（1995年） - 藪下清 役
- 愛とは決して後悔しないこと（1996年） - 清水幸太 役
- 織田信長 天下を取ったバカ（1998年） - 柴田権六郎 役
- 結婚できない!!（1999年） - 赤沢さん 役
- ママチャリ刑事（1999年） - 岸刑事 役
- 独身生活（1999年） - 川村浩二 役
- いのちの現場から（2001年） - 結城晃一 役
- 世界で一番熱い夏（2001年） - 西沢刑事 役
- 笑顔の法則（2003年） - 小宮山啓太 役
- 松本清張サスペンス特別企画 霧の旗（2003年） - 山上武雄 役
- 誰よりもママを愛す（2006年） - 真田知の父 役
- 和田アキ子殺人事件（2007年） - 「みのもんたの朝ズバッ!」プロデューサー
- パパとムスメの7日間（2007年） - 中山順三 役
- だいすき!! ゆずの子育て日記（2008年） - 田中清一郎 役
- Around40〜注文の多いオンナたち〜（2008年） - 平田
- JIN-仁-（2009年・2011年） - 多紀元琰 役
- 浅見光彦〜最終章〜（2009年） - 多田刑事 役
- サマーレスキュー〜天空の診療所〜（2012年） - 岡村忠志 役
- 浪花少年探偵団（2012年） - 元山武夫 役
- おやじの背中 第9話「父さん、母になる!?」（2014年）
- SAKURA〜事件を聞く女〜（2014年） - 桐谷祐 役
- 図書館戦争 BOOK OF MEMORIES（2015年） - 尾井谷元 役
- ルームロンダリング（2018年） - 大野保 役
- インハンド（2019年） - 倉井雄一 役
- 月曜ミステリー劇場 税務調査官・窓際太郎の事件簿4（2000年） - 樋口刑事 役
- 100万回言えばよかった（2023年） - 鳥野幸彦 役
- アンチヒーロー（2024年） - 加崎達也 役[11][12]
- 月曜ゴールデン
  - 自治会長・糸井緋芽子社宅の事件簿（2009年） - 小島郁夫 役
  - 税務調査官・窓際太郎の事件簿21（2010年） - 伊藤寛人 役
  - 人間再生・工場長 岡田岩児（2011年） - 石垣譲 役
  - 財務捜査官 雨宮瑠璃子8（2014年） - 笹永邦彦 役
  - スクープ 遊軍記者・布施京一（2015年） - 島崎麓郎 役
- 月曜名作劇場
  - 信濃のコロンボ3（2016年） - 篠原清司 役

#### フジテレビ
- やっぱり猫が好きSP「やっぱり逸見と猫が好き」 （1989年） - コンビニの客 役
- 悪魔のKISS（1993年） - 「まごころの家」の勧誘員 役
- 僕らに愛を!（1995年） - 城山邦昭 役
- ハートにS（1995年） - 佐伯医師 役
- ドク（1996年） - 朴昌兼 役
- 古畑任三郎（1996年、第2シリーズ 第2話） - 阿部哲也 役
- ピュア（1996年） - 遠藤記者 役
- 3番テーブルの客（1997年）
- 僕が僕であるために（1997年） - 島野
- ギフト（1997年） - 坂巻
- イヴ（1997年） - 石垣光太郎 役
- ニュースの女（1998年） - 真行寺純 役
- 板橋マダムス（1998年） - 城之内貴史 役
- きらきらひかる（1998年） - 塩見孝至 役
- ショムニ（1998年 - 2003年） - 三田村英二 役
- セミダブル（1999年） - 北条邦夫 役
- らぶ・ちゃっと（2000年） - 倉沢将 役
- やまとなでしこ（2000年） - 岩村実 役
- HERO（2001年） - 市村秋介 役
- HR（2002年 - 2003年） - 黒崎
- ダブルスコア（2002年） - 小宮山健 役
- ビッグマネー!〜浮世の沙汰は株しだい〜（2002年） - 松井健太 役
- マルサ!!東京国税局査察部（2003年） - 土方尚弘 役
- 離婚弁護士（2004年） - 原田啓一 役
- 君が想い出になる前に（2004年） - 藤嶋豪太 役
- 僕と彼女と彼女の生きる道（2004年）
- 徳川綱吉 イヌと呼ばれた男（2004年） - 吉田兼亮 役
- がんばっていきまっしょい（2005年） - 福田正一郎 役
- 不機嫌なジーン（2005年） - 神宮寺の夫
- 救命病棟24時（2005年） - 小宮山裕一
- Ns'あおい（2006年） - 梅沢修一
- ブスの瞳に恋してる（2006年） - 斎藤三郎 役
- サプリ（2006年） - 桜木邦夫 役
- 女の一代記（2007年）
- 結婚披露宴〜人生最悪の3時間〜（2007年） - 小松清史 役
- 介助犬ムサシ〜学校へ行こう!〜（2007年） - 板倉実 役
- 牛に願いを Love&Farm（2007年） - 吉田宗之 役
- 愛馬物語（2008年）
- モンスターペアレント（2008年） - 松永修一 役
- BOSS（2009年 - 2011年） - 屋田健三 役
- 任侠ヘルパー（2009年） - 長谷川司郎 役
- 美味しんぼ（2009年） - 松川記者 役
- 月の恋人〜Moon Lovers〜（2010年） - 松原潤一 役
- 2夜連続 松本清張スペシャル 球形の荒野（2010年） - 伊東忠介 役
- 地デジカ家族（2011年） - 鈴木和夫 役
- 故郷 〜娘の旅立ち〜（2011年） - 和泉宗太郎 役
- レッスンズ（2011年） - 黒沢光彦 役
- HUNTER〜その女たち、賞金稼ぎ〜（2011年） - 岸本幹生 役
- 東野圭吾ミステリーズ（2012年） - 宮崎副編集長 役
- 白衣のなみだ（2013年） - 岩崎武彦 役
- 幽かな彼女（2013年） - 柚木俊平 役
- ビター・ブラッド〜最悪で最強の親子刑事〜（2014年） - 江渕貴文 役
- 探偵の探偵（2015年） - 坂東志郎 役
- キャリア〜掟破りの警察署長〜（2016年） - バスジャックの男
- 犯罪症候群（2017年） - 桜井秀人 役
- 記憶（2018年3月21日 - 6月6日 フジテレビNEXT / J:COM） - 門脇健二 役
- 直撃!シンソウ坂上 再現ドラマ「西鉄バスジャック事件」（2018年5月3日） - 広島県警機動捜査隊 隊長 仲崎俊哉（仮名） 役
- さくらの親子丼2（2018年 - 2019年、東海テレビ） - 鍋島真之介 役
- カンテレ開局60周年特別ドラマ・僕が笑うと（2019年3月25日、関西テレビ） - 近藤作太郎 役
- アライブ がん専門医のカルテ 第10話（2020年3月12日） - 佐伯芳雄 役
- 監察医 朝顔 第2シリーズ（2020年） - 中村一郎 役
- ミステリと言う勿れ 第5話・第11話・最終話（2022年2月7日・3月21日・28日） - 霜鳥信次 役
- 魔法のリノベ 第7話（2022年8月29日、関西テレビ）- 真行寺鳥雄 役
- おっさんのパンツがなんだっていいじゃないか! 第9話・第10話（2024年3月2日・9日、東海テレビ） - 堀内真一郎 役
- 生ドラ!東京は24時 -Starting Over-（2024年3月28日） - 森建一郎 役[13]
- おいハンサム!!2 第3話（2024年4月20日、東海テレビ） - 久富本部長 役[14]
- 秘密〜THE TOP SECRET〜 第1話・第10話（2025年1月20日・3月31日、関西テレビ） - 石丸創 役[15]
- 世にも奇妙な物語
  - '13春の特別編「AIRドクター」（2013年） - 増井茂彦 役
  - 25周年記念!秋の2週連続SP 傑作復活編「ズンドコベロンチョ」〈リメイク版〉（2015年） - 美容院オーナー
  - '18春の特別編「明日へのワープ」（2018年） - 宇堂公康 役
- 金曜エンタテイメント
  - 赤い霊柩車シリーズ6（1996年） - 大江原純一 役
  - サラリーマン刑事2（1999年） - 高野真一 役
  - えなりかずきの少年探偵 事件でござる1（2002年） - 中村刑事 役
  - 星に願いを〜七畳間で生まれた410万の星〜（2005年） - 小石川
- 金曜プレステージ
  - 赤い霊柩車シリーズ23（2008年） - 井上利明 役
  - 黒の滑走路〜禁じられた一族〜（2012年） - 武谷直紀 役
  - 外科医 鳩村周五郎9（2012年） - 兵頭弘幸 役
  - 医療捜査官 財前一二三3（2012年） - 秦和宣 役
  - 堂場瞬一サスペンス 逸脱〜捜査一課・澤村慶司〜（2013年 - ） - 西浦喬 役
- 金曜プレミアム
  - 「船越英一郎殺人事件」（2018年） - 沢村仁志 役

#### テレビ朝日
- Missダイヤモンド（1995年） - 安田豊作 役
- 生かし屋という男（1997年） - 平井正 役
- はみだし刑事情熱系 PART2 第8話「バスジャック！恐怖の7時間・家族の絆」（1997年12月3日） - 井草浩二 役
- スマートモンスターズ（1998年） - 本牧助手 役
- 科捜研の女
  - Season1 第3話「涙の不倫 嘘発見器が暴く女教師死の真実！」（1999年11月4日） - 河村聖志 役
  - 新・科捜研の女4 第3話「科学捜査VS心理捜査！第三の犯行の秘密!!」（2008年5月8日） - 田淵一樹 役
  - Season17 第12話「あるドクターの死」（2018年2月8日） - 有田実 役
- スタイル!（2000年） - 青木 役
- 京都迷宮案内3 第2話「だまされた事件記者！壊れた京豆腐の秘密」（2001年） - 西川泰介 役
- 生放送はとまらない!（2003年） - 中島美嘉のマネージャー 役
- 弟（2004年） - 映画監督 役
- ダムド・ファイル（2004年） - 近藤直樹 役
- 富豪刑事 - 狐塚虎彦 役
  - 富豪刑事（2005年1月13日 - 3月17日）
  - 富豪刑事デラックス（2006年4月21日 - 6月23日）
- 刑事部屋〜六本木おかしな捜査班〜 第3話「大きなお世話、小さな真心」（2005年7月20日） - 倉田光輝 役
- 相棒
  - ゲスト
    - season5 第18話「殺人の資格」（2007年2月28日） - 芝木倫明 役
    - season15 第9話「あとぴん〜角田課長の告白」（2016年12月7日） - 仁藤景雄 役

  - 鶴田翁助 役
    - season18 最終話「ディープフェイク・エクスペリメント」（2020年3月18日）
    - season19
      - 第19話「暗殺者への招待」（2021年3月10日）
      - 最終話「暗殺者への招待〜宣戦布告」（2021年3月17日）

    - season20
      - 第1話「復活〜口封じの死」（2021年10月13日）
      - 第2話「復活～死者の反撃」（2021年10月20日）
      - 第3話「復活～最終決戦」（2021年10月27日）
- おいしいごはん 鎌倉・春日井米店（2007年） - 新田部長 役
- 告知せず（2008年） - 橋本竜二 役
- 刑事一代 平塚八兵衛の昭和事件史（2009年） - 真下秀樹 役
- メイド刑事 Mission 7「監禁された美少女メイドたちを救え!」（2009年8月14日） - 伊波光彦 役
- 新・警視庁捜査一課9係 season1 第10話「新コンビ誕生」（2009年9月9日） - 村上佳貴 役
- アンタッチャブル〜事件記者・鳴海遼子〜（2009年） - 夏目龍堂 役
- その男、副署長（2009年） - 山田三郎 役
- 椿山課長の七日間（2009年） - あの世のお役所・103番窓口担当 役
- 刑事定年（2010年） - 中脇達夫 役
- 告発〜国選弁護人（2011年） - 中田信吾 役
- 遺恨あり 明治十三年 最後の仇討（2011年） - 上野四郎兵衛 役
- 京都地検の女 第8シリーズ 第1話「逮捕=99.9%の有罪率が生んだ悲劇…命を狙われた女検事の過去！おみやさんと主婦の勘が暴く真実!!」（2012年7月5日） - 熊谷正樹 役
- 信長のシェフ（2013年） - 新吾 役
- 警部補 矢部謙三2（2013年） - 玉置浩市 役
- いねむり先生（2013年） - 精神科医 役
- オリンピックの身代金（2013年） - 島崎初男 役
- 私の嫌いな探偵 第1話「密室の鍵貸します」（2014年1月17日） - 小森 役
- 匿名探偵 第2シリーズ 第3話「探偵と夢見がちな女」（2014年7月25日） - 山西直己 役
- スペシャリスト 第2話「10年服役した刑事！いろはカルタ殺人事件月夜に狙われた女!!」（2016年1月21日） - 連城明弘 役
- 松本清張ドラマスペシャル・地方紙を買う女〜作家・杉本隆治の推理（2016年3月12日） - 久保勇介 役
- 女たちの特捜最前線（2016年7月21日 - 8月25日） - 梅垣紀夫 役
- 大女優殺人事件（2018年） - 熊谷丈吉 役
- 警視庁・捜査一課長 season3 第1話「帰ってきた最強の刑事VS20世紀最後の事件 お台場〜ニューヨーク美女連続殺人!? 自撮りできない自由の女神像の謎!!」（2018年4月12日） - 村沢俊明 役
- 快盗戦隊ルパンレンジャーVS警察戦隊パトレンジャー 第19話「命令違反の代償」（2018年6月17日） - 梁上信太 役
- 七人の秘書 Mission 7「最終章!! 狙われた秘書たち」（2020年12月3日） - 高松新 役
- 24 JAPAN（2020年 - 2021年） - 中曽根尚道 役
- IP〜サイバー捜査班 IP_4「デジタルタトゥー」（2021年7月22日） - 榊原真次 役
- 必殺仕事人（2023年1月8日） - 玄斎 役[16]
- 土曜ワイド劇場
  - 山村美紗サスペンス 京都お見合いツアー殺人事件（1997年） - 柳元雄 役
  - 完全犯罪の女3（2002年） - 高槻直人 役
  - 法医学教室の事件ファイル
    - 法医学教室の事件ファイル18（2003年11月8日） - 森山泰之 役
    - 法医学教室の事件ファイル26（2008年5月10日） - 船木正継 役

  - 第一級殺人弁護（2005年） - 永井聡 役
  - デパート仕掛け人!天王寺珠美の殺人推理2-7（2008年 - 2014年） - 野々村忠彦 役
  - 警視庁電話指導官〜深川真理子の事件簿（2008年） - 桐生達彦 役
  - ショカツの女 新宿西署5 刑事課強行犯係（2011年） - 根岸俊彦 役
  - 拘置所の女医1（2011年） - 有沢守 役
  - 検事・朝日奈耀子13（2013年） - 木下裕一 役
  - 警視庁・捜査一課長〜ヒラから成り上がった最強の刑事!4（2015年） - 三村洋司 役
  - おかしな刑事13（2015年） - 白石信郎 役
- 日曜プライム
  - 指定弁護士（2018年） - 白井逸雄 役[17]
  - 遺留捜査 新作スペシャル2（2019年12月1日） - 青柳譲 役

#### テレビ東京
- 田舎で暮らそうよ（1999年） - 松本 役
- ウルトラQ dark fantasy（2004年） - 笹山恭平 役
- 国盗り物語（2005年） - 足利義昭 役
- 最上の命医（2011年） - 波賀純一 役
- 孤独のグルメ Season2 第4話（2012年10月31日）- 片岡 役
- ぱじ〜ジイジと孫娘の愛情物語（2013年） - 相川肇 役
- 東京トイボックス（2013年） - 須田大作 役
- 三匹のおっさん〜正義の味方、見参!!〜（2014年） - 花山店長 役
- セーラーゾンビ（2014年） - 教頭 役
- 永遠の時効（2014年） - 屋敷修 役
- 警視庁ゼロ係〜生活安全課なんでも相談室〜 FIRST SEASON 第3話「連続殺人犯は10代? KY刑事vsヤンキー」（2016年1月29日） - 森村智之 役
- 徳山大五郎を誰が殺したか?（2016年） - 竹村哲也 役 [18]
- 現ナマ弁護士（2017年） - 米村隆 役
- 冬芽の人（2017年） - 村内康男 役
- 山本周五郎時代劇 武士の魂（2017年） - 桑島儀兵衛 役
- 天 天和通りの快男児（2018年） - 室田 役
- よつば銀行 原島浩美がモノ申す!〜この女に賭けろ〜 第2話「銀行員VSヤクザ社長 命がけの10億円回収!」（2019年1月28日） - 後藤厚範 役
- 記憶捜査〜新宿東署事件ファイル〜 第5話「寄席に逆立ち死体!? 深夜2時59分の血痕…“奇妙な形“の凶器」（2019年2月15日） - 橘亭昭平 / 沢辺誠 役
- Iターン（2019年7月12日 - 9月27日） - 高峰博之 役
- まどろみバーメイド 〜屋台バーで最高の一杯を。〜 - 剣堂寅雄 役
  - 第1話「屋台バーの女」（2019年7月13日）
  - 第10話「踊る占い師」（2019年9月14日）
  - 第11話「泣けないコロッケ係」（2019年9月21日）
  - 最終話「新しい星」（2019年9月28日）
- 特命刑事 カクホの女2 第3話（2019年11月1日） - 西野君雄 役
- 駐在刑事 Season2 第6話「疑惑の転落死! 江波を襲う殺人植物の謎!」（2020年2月28日） - 森瀬勝彦 役
- ゲキカラドウ 第1話「辛口酒店と激辛ラーメン」（2021年1月6日） - 葛城一郎 役
- 女と愛とミステリー
  - 捜査検事・近松茂道（2004年） - 沼沢秀一郎 役
- 水曜ミステリー9
  - 刑事吉永誠一 涙の事件簿（2012年） - 風間勇一 役
  - 嘘の証明 犯罪心理分析官・梶原圭子（2013年） - 五十嵐章造 役
  - 密会の宿10「禁じられた愛 北鎌倉悲恋殺人」（2013年8月7日） - 前園雄作 役
  - 森村誠一サスペンス 刑事の証明7（2014年4月9日） - 細川宗則 役
  - 特命おばさん検事! 花村絢乃の事件ファイル（2014年） - 川崎益次 役
  - 鉄道警察官・清村公三郎11「房総ローカル列車殺人レール 妖刀村正の呪い」（2014年10月1日） - 田中紀明 役
  - 弁護士 水木邦夫 残り火（2014年10月29日） - 土川秀和 役
  - 激突!アラフィフ熟女刑事の事件簿（2015年） - 梅谷正樹 役
  - 保身（2015年） - 坂江川義久 役
  - 新・旅行作家 茶屋次郎（2016年） - 勝又哲郎 役
  - 検事・沢木正夫4（2016年9月14日） - 徳大寺逸郎 役
- バイプレイヤーズ 〜名脇役の森の100日間〜 第10話（2021年3月13日） - 相島一之 役[19]
- 月曜プレミア8
  - 大川と小川の時短捜査（2022年9月12日） - 相原和也 役
    - 大川と小川の休日捜査（2024年9月30日）[20]
- さすらい署長 風間昭平スペシャル「とやま庄川峡殺人事件」（2024年6月24日） - 大貫正弘 役[21]
- 五十嵐夫妻は偽装他人（2025年1月9日 - 3月27日） - 会沢雪人 役

#### WOWOW
- 結婚詐欺師（2007年） - 喫茶店マスター・浜田 役
- パンドラ（2008年） - 沼部義広 役
- 空飛ぶタイヤ（2009年） - 室井秀夫 役
- 借王〈シャッキング〉-銭の達人-（2009年） - 猪熊邦夫 役
- マークスの山（2010年） - 滝沢寛治 役
- 再生巨流（2011年） - 服部良二 役
- 下町ロケット（2011年）
- 推定有罪（2012年） - 栗林伸行 役
- プラチナタウン（2012年） - 青山一郎 役
- 震える牛（2013年）
- 株価暴落（2014年） - 来栖太平 役
- しんがり 山一證券 最後の12人（2015年） - 松岡隆夫 役
- スケープゴート（2015年） - 天海俊郎 役
- 沈まぬ太陽（2016年） - 小田原支店長 役
- ヒポクラテスの誓い（2016年） - 梶原英雄 役
- アキラとあきら（2017年） - 小島直巳 役
- 頭取 野崎修平（2020年） - 塩田正康 役
- 華麗なる一族（2021年） - 角田支店長 役

#### その他のテレビ局
- LONG LOVE -遠嫁日本-（2001年、中国製作ドラマ） - 川井克己 役
- くろねこルーシー（2012年、東名阪ネット6） - 井岡辰巳 役

### 映画
- 12人の優しい日本人（1991年） - 陪審員2号 役
- 世にも奇妙な物語 映画の特別編（2000年）
- トリック劇場版（2002年） - 本郷三四郎 役
- 星になった少年（2005年）
- THE 有頂天ホテル（2006年） - 駐車場の誘導係 役
- 大阪府警潜入捜査官（2007年） - 水島 役
- 審理（2009年） - 広瀬智則 役
- 交渉人 THE MOVIE タイムリミット高度10,000mの頭脳戦（2010年） - 佐久間英孝 役
- ×ゲーム（2010年） - 室田刑事 役
- 星砂の島のちいさな天使 〜マーメイドスマイル〜（2010年） - 月野大輝 役
- DOG×POLICE 純白の絆（2011年） - 近藤篤史 役
- ステキな金縛り（2011年） - 漆原森太郎 役
- ウタヒメ 彼女たちのスモーク・オン・ザ・ウォーター（2012年）
- 図書館戦争（2013年） - 尾井谷元 役
  - 図書館戦争-THE LAST MISSION-（2015年）
- 県庁おもてなし課（2013年） - 山内正成（振興部長） 役
- 万能鑑定士Q -モナ・リザの瞳-（2014年）
- 植物図鑑 運命の恋、ひろいました（2016年）
- しゃぼん玉（2017年） - スマの息子 役
- いぬやしき（2018年）
- 台風家族（2019年） - 山田稔 役
- 3人の信長（2019年） - 瀬名信輝 役

### Vシネマ
- ゼロワン Others（2021年） - 大門寺茂 役
  - ゼロワン Others 仮面ライダー滅亡迅雷[22]
  - ゼロワン Others 仮面ライダーバルカン＆バルキリー[23]

### Webドラマ
- 雨に叫べば（2021年12月16日、Amazonプライムビデオ） - 太田清 役[24]

### 舞台
- 天国から北へ3キロ（1989年） - 巴さん 役
- 彦馬がゆく（1990年、1993年） - 神田陽一郎 役
- 12人の優しい日本人（1990年） - 陪審員2号 役
- ラヂオの時間（1993年） - 保坂任三郎アナウンサー 役
- オケピ!（2003年）
- 燕のいる駅（2005年）
- ゴルフ・ザ・ミュージカル〜ゴルフなんて大嫌い!（2006年） - クロちゃん 役
- コンフィダント・絆（2007年） - エミール・シェフネッケル
- きらめく星座（2009年、こまつ座） - 源次郎 役
- 君と見る千の夢（2010年）
- わが町（2011年、新国立劇場） - ギブズ 役
- モリー・スウィーニー（2011年） - ライス医師 役
- OPUS/作品（英語版）（2013年、新国立劇場） - アラン 役
- 恋と音楽II 〜僕と彼女はマネージャー〜（2014年） - 横山透 役
- 戯作者銘々伝（2015年、こまつ座） - 大田南畝 役
- 紙屋町さくらホテル（2016年、こまつ座） - 大島輝彦 役
- ミュージカル「フランケンシュタイン」（2017年） - ステファン/フェルナンド 役 [25]
- 漫画みたいにいかない。第2巻（2019年、かつしかシンフォニーヒルズモーツァルトホール・神戸国際会館こくさいホール）
- めんたいぴりり～博多座版～ 未来永劫編（2019年、博多座）
- 大地(Social Distancing Version)（2020年、PARCO劇場・サンケイホールブリーゼ） - ツルハ 役[26][27]
- 貴婦人の来訪（英語版）（2022年、新国立劇場） - イル 役
- 歌わせたい男たち（2022年、二兎社） - 与田是昭 役
- 多重露光（2023年、日本青年館ホール）[28] - 山田純九郎の父 役
- AfterLife（2023年、新国立劇場ほか）
- う蝕（2024年、世田谷パブリックシアターほか）[29]
- 逃奔政走-嘘つきは政治家のはじまり？-（2024年、三越劇場ほか）[30]
- 有頂天家族（2024年、新橋演舞場ほか） - 赤玉先生 役[31]
- 球体の球体（2024年、シアタートラム）[32]
- 蒙古が襲来（2025年、PARCO劇場ほか）[33]
- みんな鳥になって（2025年、世田谷パブリックシアターほか）[34]
- 坂本冬美特別公演（2025年公演予定、新歌舞伎座）[35]

### ラジオドラマ
- FMシアター 「メフィスト・ワルツ」（1995年1月14日、 NHK-FM） - 田崎 役[36]
- 青春アドベンチャー（NHK-FM）
  - イッセー尾形のたゆたう人々（1996年9月23日 - 10月4日）[37]
  - イッセー尾形のたまゆら日記（1997年9月22日 - 10月3日）[38]
- FMシアター 「水入らず」（1998年2月28日、NHK-FM）[39]
- 貫地谷しほりのラジオ劇団・小さな奇跡 「アンツイーツ男子」（2010年2月8日 - 11日、TOKYO FM） - 難波幹輔 役
- SOUNDS OF STORY〜ASADA JIRO LIBRARY〜　「琥珀」（2013年6月1日、J-WAVE）[40]
- ABC創立65周年記念連続ラジオドラマ「ナデシコですから」（2016年6月27日 - 9月23日、ABCラジオ） - 大和圭一郎 役
- ひ・るドラ「かたらずの華」（2021年3月6日 - 5月14日配信、AuDee） - 樋渡戸瀬安雅 役[41]
- Changeの瞬間 〜がんサバイバーストーリー〜（2022年4月10日・17日、朝日放送ラジオ）[42]

### バラエティ
- コメディー道中でござる（2004年 - 2005年） - 流れ者・一平
- ミネルヴァの法則（2008年） - 司会
- 秘密のケンミンSHOW（不定期出演）
- くりぃむクイズ ミラクル9（不定期出演）
- 歴史秘話ヒストリア 第235回「あなたはボクの女神様! 〜文豪・谷崎潤一郎と女たち〜」（2015年11月11日、NHK総合） - 谷崎潤一郎 役[43]
- 上沼恵美子のおしゃべりクッキング（2021年11月16日、朝日放送テレビ）
- 超入門!落語 THE MOVIE 古今亭志ん生SP「火焔太鼓」（2023年12月30日、NHK BSプレミアム4K・NHK BS） - 侍 役
- 立川志らくの演芸図鑑（2024年11月24日・12月1日、NHK総合）- 対談ゲスト

### CM
- ひらかたパーク（1996年）
- クロレッツ（2001年）
- タウンページ（2001年）
- カプコン 『逆転裁判2』（2002年）
- 出光クレジット 『まいどプラス』（2004年）
- 第一生命（2010年） - ジェームス加藤
- 明治安田生命『医療費リンクシリーズ』（2013年） - レフェリー

## 音楽

### アルバム
- ブルースはお好き? ライブ盤（2010年9月24日）
- A POCKET FULL OF BLUES ポケットいっぱいのブルース（2011年7月31日） - 1st ALBUM

### ライブ
- 2010年6月15日 ブルースはお好き？- I Guess That's Why They Call It The Blues -
- 2010年9月24日 ブルースはお好き？- I Guess That's Why They Call It The Blues - VOL.2
- 2011年3月21日 ブルースはお好き？- I Guess That's Why They Call It The Blues - VOL.3
- 2011年7月31日 ブルースはお好き？- I Guess That's Why They Call It The Blues - VOL.4
- 2011年11月30日 ブルースはお好き？あいじま50th birthday party!!- I Guess That's Why They Call It The Blues - VOL.5
- 2012年8月11日 ブルースはお好き？- I Guess That's Why They Call It The Blues - VOL.6